# Lucy Ella von Scheele
Lucy Ella von Scheele (* 10. Juli 2002) ist eine deutsche Schauspielerin.

## Werdegang
Ihren ersten Fernsehauftritt hatte sie Anfang 2011 an der Seite ihrer Schwester Audrey Käthe in einer Folge der ARD-Krimiserie Mord in bester Gesellschaft. Im selben Jahr spielte sie in dem Tatort-Film Edel sei der Mensch und gesund die Rolle der an Mukoviszidose erkrankten Sophia Richthofen. Unter der Regie von Andi Niessner wirkte sie in dem Fernsehfilm Willkommen in Kölleda mit. 2011 stand sie für die internationale Produktion Hänsel und Gretel: Hexenjäger vor der Kamera.